# المهرجان العالمي الثاني عشر للشباب والطلاب
كان المهرجان العالمي الثاني عشر للشباب والطلاب مهرجانًا أقيم في موسكو في الفترة من 27 يوليو إلى 3 أغسطس 1985. حضر المهرجان 26 ألف شخص من 157 دولة. وكان شعار المهرجان «من أجل التضامن والسلام والصداقة ضد الإمبريالية».

## أهداف

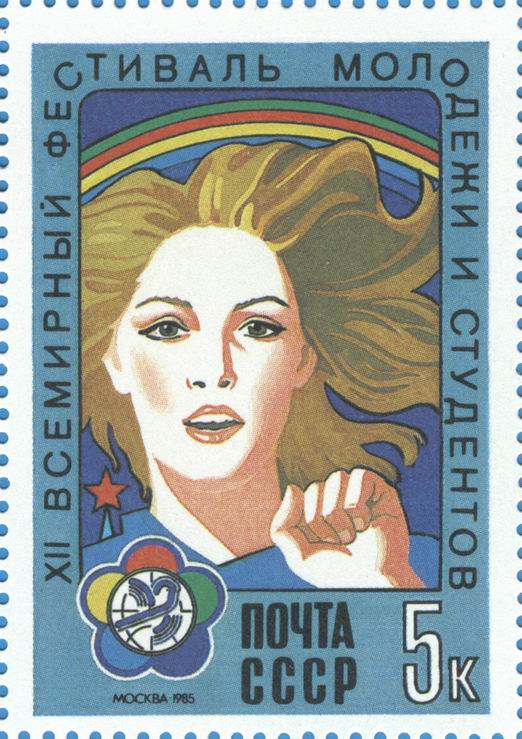
الطوابع البريدية السوفيتية 5 روبل، 1985

كان الهدف السياسي للمهرجان هو إظهار الجوانب الإيجابية للحياة في المجتمع السوفيتي. وتضمن البرنامج السياسي للمهرجان إقامة نظام اقتصادي دولي جديد، ومناقشة مشكلات المساعدة الاقتصادية للدول المتخلفة والنامية، ومحاربة الفقر والبطالة، وإثارة القضايا البيئية. تم طرد العناصر المناهضة للسوفيت، كما كان الحال قبل الألعاب الأولمبية الصيفية لعام 1980، من موسكو قبل افتتاح المهرجان.

## الأحداث
كان المنظم الرئيسي لأحداث المهرجان هو اللجنة التحضيرية السوفيتية، برئاسة فلاديمير فيدوسوف، سكرتير اللجنة المركزية لاتحاد منظمات الشباب السوفيتي.
اعتمد اتحاد منظمات الشباب السوفيتي بشكل كبير على البنية التحتية لدورة الألعاب الأولمبية الصيفية في موسكو 1980 لأماكن المهرجان، بما في ذلك مجمع لوجنيكي الأولمبي وفندق كوزموس،  الذي استوعب 3000 مشارك أجنبي. تم افتتاح المهرجان في موكب وحفل مدته أربع ساعات في ملعب لوجنيكي وبث على الهواء مباشرة على التلفزيون السوفيتي. تم افتتاح المهرجان بكلمة ترحيب من الأمين العام المنتخب حديثًا للجنة المركزية للحزب الشيوعي ميخائيل جورباتشوف:
| « | هنا، في وطن لينين العظيم، يمكنك أن تشعر بشكل مباشر بمدى تكريس شبابنا للمثل السامية للإنسانية والسلام والاشتراكية. أعتقد أننا نتفق جميعًا على أنه لا توجد مهمة أكثر أهمية وإلحاحًا للبشرية اليوم من إنقاذ وتعزيز السلام. لهذا نحن ملزمون بالاهتمام بالمستقبل وذاكرة الماضي. ينعقد منتداكم في عام الذكرى الأربعين لهزيمة فاشية هتلر والنزعة العسكرية اليابانية، ونهاية الحرب العالمية الثانية - الحرب الأكثر دموية ووحشية. بعد ذلك، كان هناك الكثير من المعاناة والحزن، مما أثر على حياة عدة أجيال - وهو يتطلب بشكل عاجل أن نمنع تكرار مثل هذه الكارثة. | » |

اشتمل المهرجان على معرض للفنانين الشباب، ومعرض للصور، وحفلات موسيقية لهواة ومجموعات عرقية، بالإضافة إلى فنانين محترفين من الدول الاشتراكية مثل زيمليان، ماشينا فريميني، دين ريد، بيلو دوجمي وموسيقيين غربيين مثل بوب ديلان. «فالس الصمت»، أغنية ليوري ليفشيتس، كانت اللحن الأخير للمهرجان.

## الهدايا التذكارية

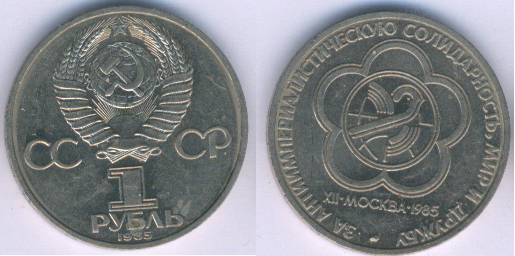
عملة تذكارية لاتحاد الجمهوريات الاشتراكية السوفياتية للمهرجان العالمي 1985

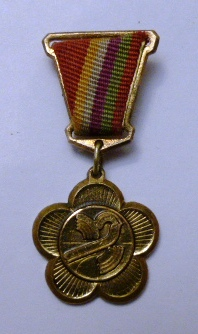
ميدالية للمشاركة الفعالة في إعداد وتسيير المهرجان العالمي الثاني عشر للشباب والطلاب

قبل المهرجان، تم إصدار ملصقات وطوابع بريدية تحمل رموز المهرجان وعملة تذكارية وأقيمت حملة ترويجية خاصة في يانصيب الدولة السوفيتية. تمت الموافقة على ملصق ورموز المهرجان من قبل اللجنة المركزية للحزب الشيوعي.
تم اختيار شعار المهرجان نتيجة مسابقة عام 1984 شارك فيها أكثر من 200 فنان محترف من دول مختلفة. المصمم الفائز لشعار المهرجان هو فنان الشعب الأوكراني رافائيل زينوروفيتش ماساوتوف. تم استخدام الشعار في أكثر من 80 دولة. في اتحاد الجمهوريات الاشتراكية السوفياتية، تم استخدام شعار المهرجان، بأمر من مجلس وزراء اتحاد الجمهوريات الاشتراكية السوفياتية، لإنتاج أكثر من 7000 قطعة تذكارية. جلب الشعار للاتحاد السوفياتي صافي ربح قدره 450.000.000 روبل سوفيتي (من خلال رسوم إضافية للمنتجات التي تحمل رموز المهرجان).
تم تصميم «كاتيوشا»، تميمة المهرجان، من قبل الفنان السوفيتي فياتشيسلاف يرماكوف والمصور يوري أليكسيفيتش زهاروف والفنانة إيكاترينا أفاناسييفنا دونيفا، والتي تم تصويرها أيضًا على الملصق الرسمي للمهرجان الخاص بدار نشر الدعاية السوفيتية التابعة للجنة المركزية للحزب الشيوعي «بلاكات». كاتيوشا رسمها ميخائيل فيريمينكو، فنان من موسكو.
في الاجتماع الأول للجنة التحضيرية الدولية للمهرجان العالمي التاسع عشر للشباب والطلاب لعام 2017، والذي سيعقد في سوتشي، روسيا، تم اختيار شعار الحدث ليكون نسخة محدثة من شعارات موسكو السابقة. المهرجانات العالمية للشباب والطلاب عامي 1957 و1985.

## الروابط
- Подборка газетных публикаций 1985 года مجموعة مختارة من منشورات الصحف في عام 1985.
- «Восемь незабываемых дней»[وصلة مكسورة] - воспоминания участника фестиваля. «ثمانية أيام لا تنسى» - ذكريات المشارك في المهرجان.
- «естиваль، которого не было…» - воспоминания участника естиваля. «المهرجان الذي لم يكن...» - ذكريات المشارك في المهرجان.
- атериалы Гостелерадиофонда[وصلة مكسورة] مواد Gosteleradiofonda.
- ранспарант и плакат естиваля на гколе № 7 в г. Игарке لافتة وملصق للمهرجان في مدرسة № 7 في إغاركا.
- الفيلم الوثائقي السوفيتي "Hello" في حفل افتتاح المهرجان العالمي الثاني عشر للشباب والطلاب في موسكو عام 1985، يُظهر المشاركين وهم يتجولون في شوارع موسكو، وحفل الافتتاح في استاد لينين، وخطاب الافتتاح لمايكل جورباتشوف.